# Эпипремнум перистый
Эпипре́мнум пе́ристый (лат. Epipremnum pinnatum) — вид растений рода Эпипремнум (Epipremnum) семейства Ароидные (Araceae), типовой вид рода.

## Ботаническое описание
Большое лазящее растение до 15 м высотой. Молодые растения обычно формируют небольшие наземные заросли.

### Стебли и корни
Стебли 5—40 мм в диаметре. Междоузлия 2—25 см длиной разделены следами от опавших листьев, часто скрытыми под волокнами профиллов, катафиллов и влагалищ листьев. Стебли сизые, зелёные, с заметными беловатыми продольными полосками неправильной формы, более старые стебли с характерным бледно-коричневым, от матового до полублестящего бумагоподобным эпидермисом. Цветущие стебли часто оторваны от взбирающегося из субстрата основания.
Корни очень плотно прижимаются к опоре. Питающие корни довольно необычные: прочно прикрепляющиеся к субстрату, реже свободные. Оба типа корней в зрелом виде от коричневых до тёмно-коричневых, верхушки корней бледно-коричнево-жёлтые, питающие корни позднее распадаются на лентовидные волокна.
Катафиллы и профиллы быстро засыхают и остаются в виде сетки волокон, более-менее линейные, более-менее плотно охватывают сверху стебель перед окончательным распадом.

### Листья

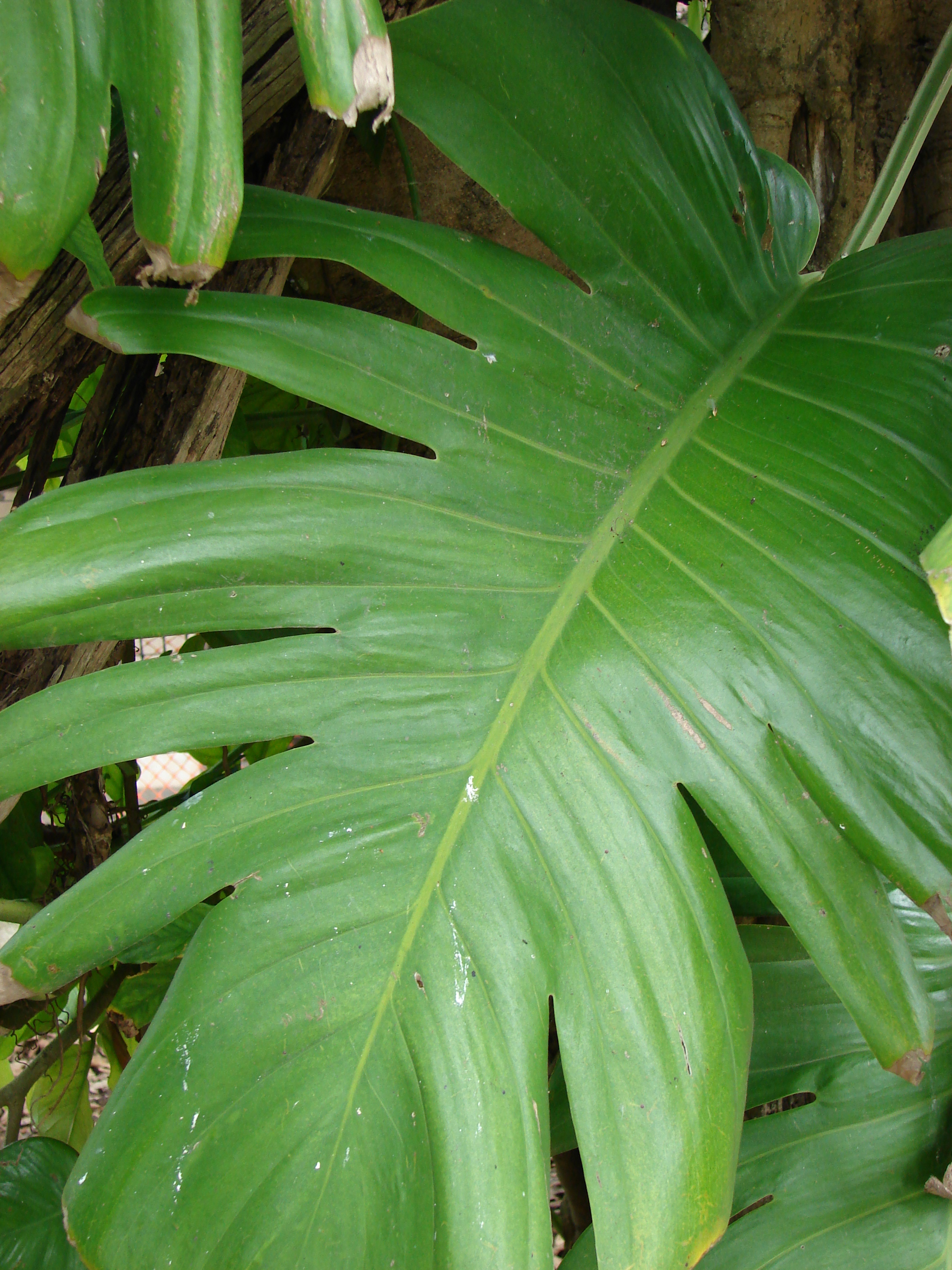
Лист, острова Мидуэй

Листья более рассеяны внизу стебля и более сгруппированы вверху. Черешки 19,5—60 см длиной, 3—13 мм в диаметре, гладкие, тёмно-зелёные, при высыхании на воздухе становятся от коричневых до тёмно-коричневых, с продолными бороздками.
Листовые пластинки 10—93 см длиной, 5—60 см шириной, от равномерно-перистолопастных до цельных, от овальных до удлинённо-эллиптических в очертании, от острых до заострённых на вершине, от закруглённых до несколько сердцевидных в основании, доли от перистолопастных до пальчатоперистых, изредка в пазухах оголяется центральная жилка. Лопасти 1,2—6,5 см шириной, от усечённых до острых на вершине, крайние наружные извилистые. У многих экземпляров имеются мелкие, хорошо видимые, ясные точки, особенно в областях, смежных с центральной жилкой у листьев, только начинающих перится, точки часто увеличиваются, иногда распространяются на край листовой пластинки (такая окраска часто является дополнением к хорошо развитым лопастям листовой пластинки). Листовые пластинки тёмно-зелёные, иногда ближе к сине-зелёным, блестящие сверху, более бледные снизу. Лопасти каждая с одной (редко больше, за исключением крайней) первичной жилкой и несколькими, скорее многими межпервичными жилками, отклонёнными от центральной жилки под углом 75°, отдельные части общей жилки отклоняются на 10° в различных точках от оси лопастей, общая жилка становится хорошо различимой к концу лопасти, межпервичные и вторичные жилки составляют параллели к первичным, некоторые более слабые жилки далее делятся и составляют заметный сетчатый узор, все жилки более высокого порядка участвуют в создании хорошо заметного сетчатого узора, центральная жилка вдавлена сверху, очень заметно приподнята снизу, жилки более низкого порядка от немного утопленных до почти приподнятых сверху, по-разному ведут себя снизу, более высокого порядка — приподняты снизу, приподняты или почти приподняты сверху в свежих листьях, но довольно выпуклы в высушенных.

### Соцветие и цветки
Соцветие одиночное, намного реже по два или больше вместе. Первое соцветие появляется обычно в пазухе полностью развитого листа и стремительно распавшегося катафилла, в период цветения от более-менее голого до частично или почти полностью опушённого. Цветоножка 5,5—21,5 см длиной, 4—10 мм в диаметре, крепкая, цилиндрическая, светло-зелёная. Покрывало формы каноэ, в сжатом виде до 15 мм, в открытом виде в мужскую фазу цветения почти плоское, 7—23,5 см длиной, 3—15 см шириной, в сжатом виде снаружи зелёное, позже, в мужскую фазу цветения от бледно-зеленовато-жёлтого до зелёного, внутри бледно-жёлтое или бледно-зелёное (по некоторым сообщениям бывает белое), при высыхании на воздухе тёмно-коричневое, никакого запаха в период цветения не замечено. Початок 8,5—25 см длиной, 1,1—3,5 см в диаметре, сидячий, цилиндрический, прямо суживающийся к вершине, у основания немного косо сидящий, вначале белый, от серовато-зелёного до зеленовато-кремового, от тёмно-жёлтого до зелёного или зеленовато-белого в мужскую фазу цветения, при высыхании на воздухе почти чёрный.
Цветки 3—7 мм в диаметре; тычинок 4, нити 5 мм длиной, 1 мм в диаметре, пыльники узко-эллипсоидные, 1,5—2 мм длиной, 0,75—1 мм шириной; завязь 4—12 мм длиной, 2—7 мм шириной, цилиндрическая, в основании немного сжатая; семяпочек 2—3; область столбика 3—7 мм длиной, 1,5—4 мм шириной, трапецеидальная, довольно большая, на вершине сглаженная, края несколько приподнятые в сухом материале; рыльце линейное, 2—6 мм длиной, 0,1—0,5 мм шириной, продольное.

### Плоды
Плоды зелёные, область столбика сильно увеличена, завязь с семенами окружена липкой, оранжево-красной мякотью. Семена 4,5 мм длиной, 3,5 мм шириной, от светло-коричневых до коричневых.

## Распространение
Встречается в тропической и субтропической Азии (Китай: Юнань, Гуанкси, Гонконг; Тайвань; Индия: северо-восток, Андаманские острова, Никобар; Бангладеш; Лаос; Мьянма; Таиланд; Вьетнам; Филиппины; Япония: Рюкю, Бонин; Сингапур; Индонезия: Целебес, Ява, Калимантан, Суматра, Молуккские острова; Малайзия; Папуа Новая Гвинея), на островах Тихого океана (Соломоновы острова, Вануату, Новая Каледония, Фиджи, Маршалловы острова, Тонга, острова Кука, Западное Самоа), в Австралии (Квинсленд, Северные территории).
Растёт от густых дождевых и муссонных тропических лесов до открытых пространств и верхушек холмов, как сорняк на каучуковых плантациях, иногда на скалах и в прибрежных лесах, на различных почвах, включая гранит, андезит и известняк, на высоте до 1600 м над уровнем моря.